# Vilémovice u Macochy
Vilémovice (deutsch Willimowitz, auch Wilhelmschlag) ist eine Gemeinde in Tschechien. Sie liegt 7,5 km östlich von Blansko und gehört zum Okres Blansko.

## Geographie

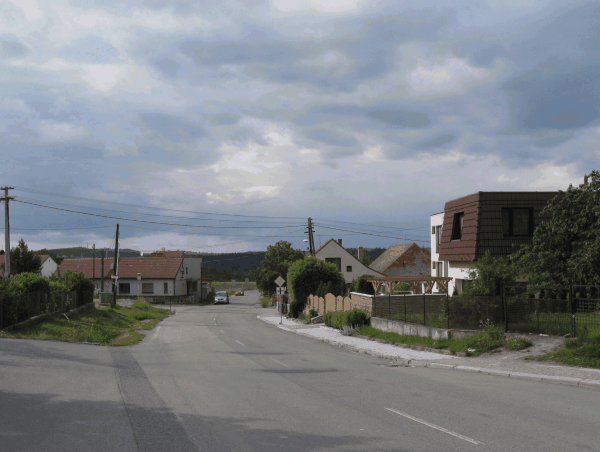
Vilémovice

Vilémovice befindet sich im Mährischen Karst am Westhang der Hochfläche Vilémovická plošina zum Trockental Suchý žleb. Zwei Kilometer nordwestlich befindet sich auf dem Gebiet der Gemeinde die Doline Macocha, zu der die Zufahrt mit Kraftfahrzeugen lediglich über die unterhalb von Vilémov aus dem Suchý žleb abzweigende Straße möglich ist. Auch in der direkten Umgebung des Ortes sind mehrere Höhlen, Dolinen, Erdbrüche und Wassereinfälle zu finden, von denen die Vilémovické propadání (Wilhelmschlager Erdfall) mit 70 m neben der Macocha die zweitgrößte Tiefe aufweist. Gegen Westen liegt das Naturreservat Vývěry Punkvy. Südlich des Ortes befindet sich der 538 m hohe Strážná, der eine weite Aussicht, vor allem auf Jedovnice mit den Seen Olšovec und Budkovan, bietet. Gegen Südwesten liegt die Wüstung Rohrbach.
Nachbarorte sind Pindulka und Ostrov u Macochy im Norden, Lipovec im Nordosten, Krasová im Osten, Kotvrdovice im Südosten, Jedovnice, Chaloupky, Rudice und Harbech im Süden, Lažánky im Südwesten, Skalní Mlýn und Těchov im Westen sowie Nové Dvory und Suchdol im Nordwesten.

## Geschichte
Der Ort wurde in der Mitte des 13. Jahrhunderts im Zuge der Kolonisation der Gegend durch die Herren von Hohlenstein angelegt. Erstmals schriftlich erwähnt wurde das Dorf Wilhelmschlag im Jahre 1267. In einer Urkunde von 1336 wurde das Dorf, mit Ausnahme eines zur Herrschaft Blansko gehörigen Anteils als Besitz der Herrschaft Hohlenstein bestätigt. Zwischen 1430 und 1437 verkaufte Vok IV. von Hohlenstein die Burg Hohlenstein mit allem Zubehör an Heník von Waldstein. Nachdem Bernhard Drnovský um 1570 die Herrschaft Hohlenstein erworben hatte, vereinigte er sie mit Raitz. Das Geschlecht Drnovský starb 1667 mit Johanka von Rogendorf gänzlich aus und die Besitzungen fielen ihren Sohn Johann Christian von Rogendorf zu. Die Reichsgrafen zu Rogendorf und Mollenburg besaßen die Herrschaft bis 1763. Danach erwarb Anton Josef Altgraf zu Salm-Reifferscheidt den Besitz.
Nach der Aufhebung der Patrimonialherrschaften bildete Vilémovice/Willimowitz ab 1850 eine Gemeinde in der Bezirkshauptmannschaft Boskowitz. 1862 wurde eine einklassige Dorfschule eingeweiht. Das Schulhaus wurde 1876 um ein zweites Geschoss erhöht. Während der deutschen Besetzung trug der Ort zwischen 1939 und 1945 wieder den ursprünglichen Namen Wilhelmschlag. 1948 wurde Vilémovice dem Okres Blansko zugeordnet.

## Gemeindegliederung
Für die Gemeinde Vilémovice sind keine Ortsteile ausgewiesen. Grundsiedlungseinheiten sind Macocha (Mazocha) und Vilémovice.

## Sehenswürdigkeiten
- speläologisches Museum
- Kapelle des Heiligen Petrus von Alcantara am Dorfplatz, errichtet 1723, in ihr befindet sich eine Sammlung von Heiligenbildern.
- Gedenkort Krchůvek am Weg nach Jedovnice, an dieser Stelle befindet sich der Pestfriedhof der Epidemie vom Frühjahr 1715
- Doline Macocha, nordwestlich von Vilémovice
- Punkevní jeskyně, nordwestlich des Dorfes
- Kateřinská jeskyně, westlich im Tal der Punkva bei der Skalní Mlýn
- Ponor Lampoša, nördlich des Ortes